# Амейе-сюр-Сёль
Амейе́-сюр-Сёль (фр. Amayé-sur-Seulles) — коммуна во Франции, находится в регионе Нижняя Нормандия. Департамент коммуны — Кальвадос. Входит в состав кантона Вилле-Бокаж. Округ коммуны — Кан.
Код INSEE коммуны — 14007.

## Население
Население коммуны на 2010 год составляло 200 человек.
| 1962 | 1968 | 1975 | 1982 | 1990 | 1999 | 2010 |
| ---- | ---- | ---- | ---- | ---- | ---- | ---- |
| 194  | 195  | 169  | 185  | 158  | 163  | 200  |

## Экономика
В 2010 году среди 132 человек трудоспособного возраста (15—64 лет) 97 были экономически активными, 35 — неактивными (показатель активности — 73,5 %, в 1999 году было 79,3 %). Из 97 активных жителей работали 93 человека (52 мужчины и 41 женщина), безработных было 4 (0 мужчин и 4 женщины). Среди 35 неактивных 12 человек были учениками или студентами, 17 — пенсионерами, 6 были неактивными по другим причинам.